# Andi Rogenhagen
Andreas „Andi“ Rogenhagen (* 1965 in Pirmasens) ist ein deutscher Filmregisseur, Schriftsteller und Drehbuchautor. Zurzeit lebt er in Bochum.

## Leben und Wirken
Andi Rogenhagen wuchs im westfälischen Marl auf. Nach dem Abitur am Albert-Schweitzer-Gymnasium in Marl studierte er Fotojournalismus an der Fachhochschule Dortmund. Von 1991 bis 1994 studierte er Film an derselben Hochschule. Von 1996 bis 1997 besuchte er die Drehbuch-Schreibschule Köln.
Bevor Andi Rogenhagen seinen ersten abendfüllenden Spielfilm realisierte, wurde er unter anderem als Dokumentarfilmer bekannt. Für seinen Dokumentarfilm The Final Kick ließ er in 40 verschiedenen Ländern gleichzeitig Menschen filmen, wie sie das WM-Finale im Fernsehen verfolgten, und fügte diese Aufnahmen zu einer Dokumentation zusammen. Der Film lief weltweit und Rogenhagen wurde mit dem Adolf-Grimme-Preis ausgezeichnet. Andi Rogenhagens erster langer Spielfilm war die Komödie Die Frau, die an Dr. Fabian zweifelte.
2010 drehte Rogenhagen seinen zweiten Kinofilm Ein Tick anders (Arbeitstitel: Johnny Kühlkissen). Es geht in der Familien-Komödie um eine junge Frau namens Eva (gespielt von Jasna Fritzi Bauer), die das Tourette-Syndrom hat. Die Koproduktion von Wüste Film und NDR sowie ARTE lief im Wettbewerb des Internationalen Filmfestivals Shanghai 2011.
Des Weiteren war Andi Rogenhagen Dozent an der Ruhrakademie in Schwerte.

## Kritik
Über den Roman Zwölfmeter, eine Persiflage auf die DDR, heißt es in den Zeitungen des Medienhauses Bauer: „(…) ist eine vergnügliche Komödie über absurde Lügen, heimliche Wünsche und zurechtgebogene Realitäten (…) Den Abkürzungsfimmel der uniformen Bürokraten nutzt Andi Rogenhagen immer wieder als Running Gag (…) Am Ende wechselt er das Genre abrupt: Aus der Komödie wird plötzlich die Geschichte einer abenteuerlichen Flucht“ (aus der DDR).

## Filmografie (Auswahl)
- 1991: Die Menschheit ist nicht zu überbieten (Regie)
- 1992: James System macht Urlaub (Animation, Schnitt, Drehbuch, Regie)
- 1995: The Final Kick (Fernsehfilm; Drehbuch, Regie)
- 1999: Das Ende des Krieges (Drehbuch, Regie)
- 2002: Die Frau, die an Dr. Fabian zweifelte (Drehbuch, Regie)
- 2003: La Palma (Drehbuch, Regie)
- 2011: Ein Tick anders (Drehbuch, Regie)
- 2017: Dieses bescheuerte Herz (Drehbuch)
- 2019: Mein Schwiegervater, der Camper (Drehbuch)
- 2024: Der Buchspazierer (Drehbuch)

## Auszeichnungen
- 1995: Adolf-Grimme-Preis für The Final Kick
- 2002: Nominierung für den Max Ophüls Preis für Die Frau die an Dr. Fabian zweifelte

## Publikationen
- Heldensommer, Roman, Bastei Lübbe Verlag, Buch/Hörbuch, 2011
- Zwölfmeter, Roman, Atlantik Verlag (Hoffmann & Campe), Hamburg 2014, ISBN 978-3-455-60009-4